# In My Merry Oldsmobile

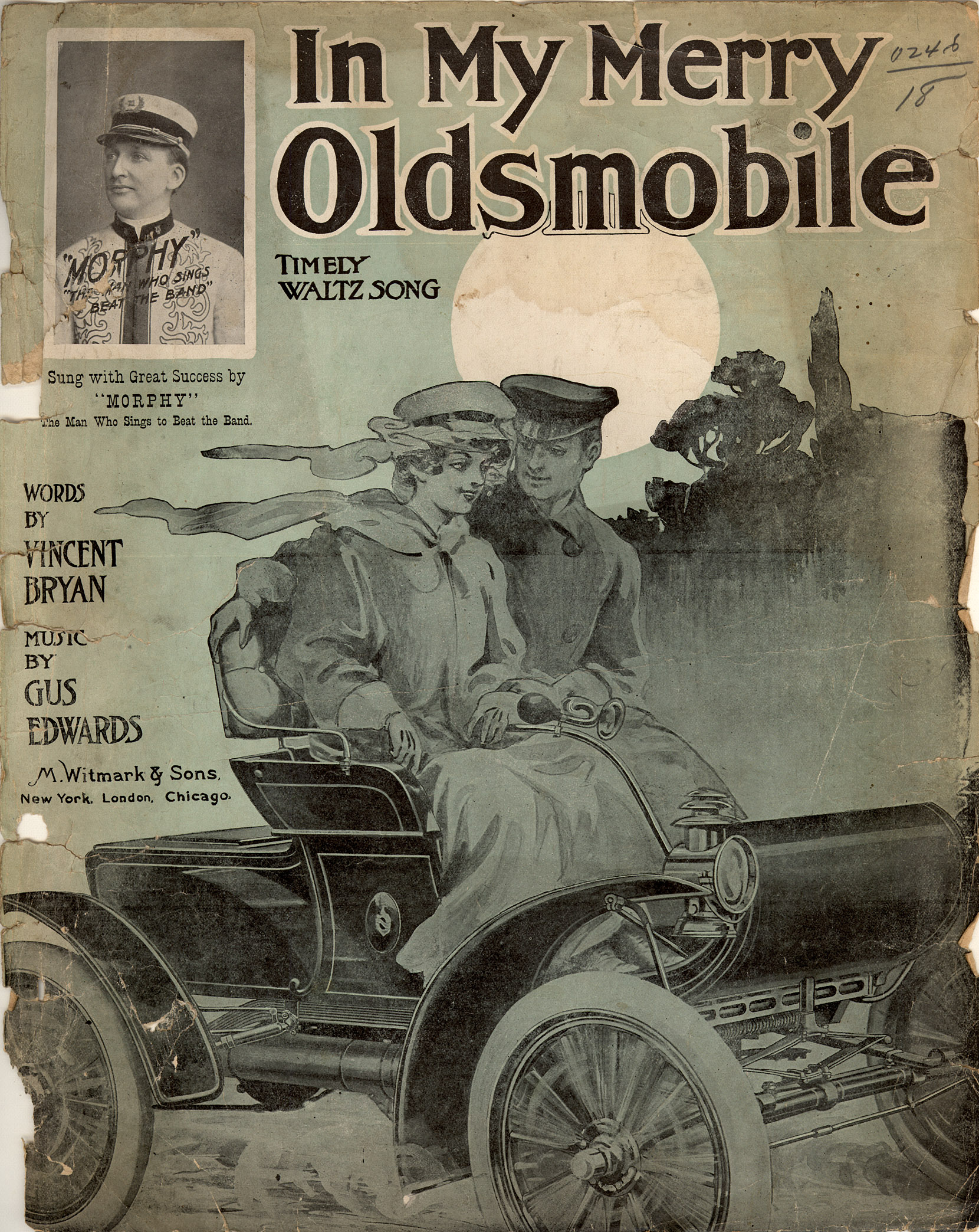
Cover des Notenblatts von In My Merry Oldsmobile (1905)

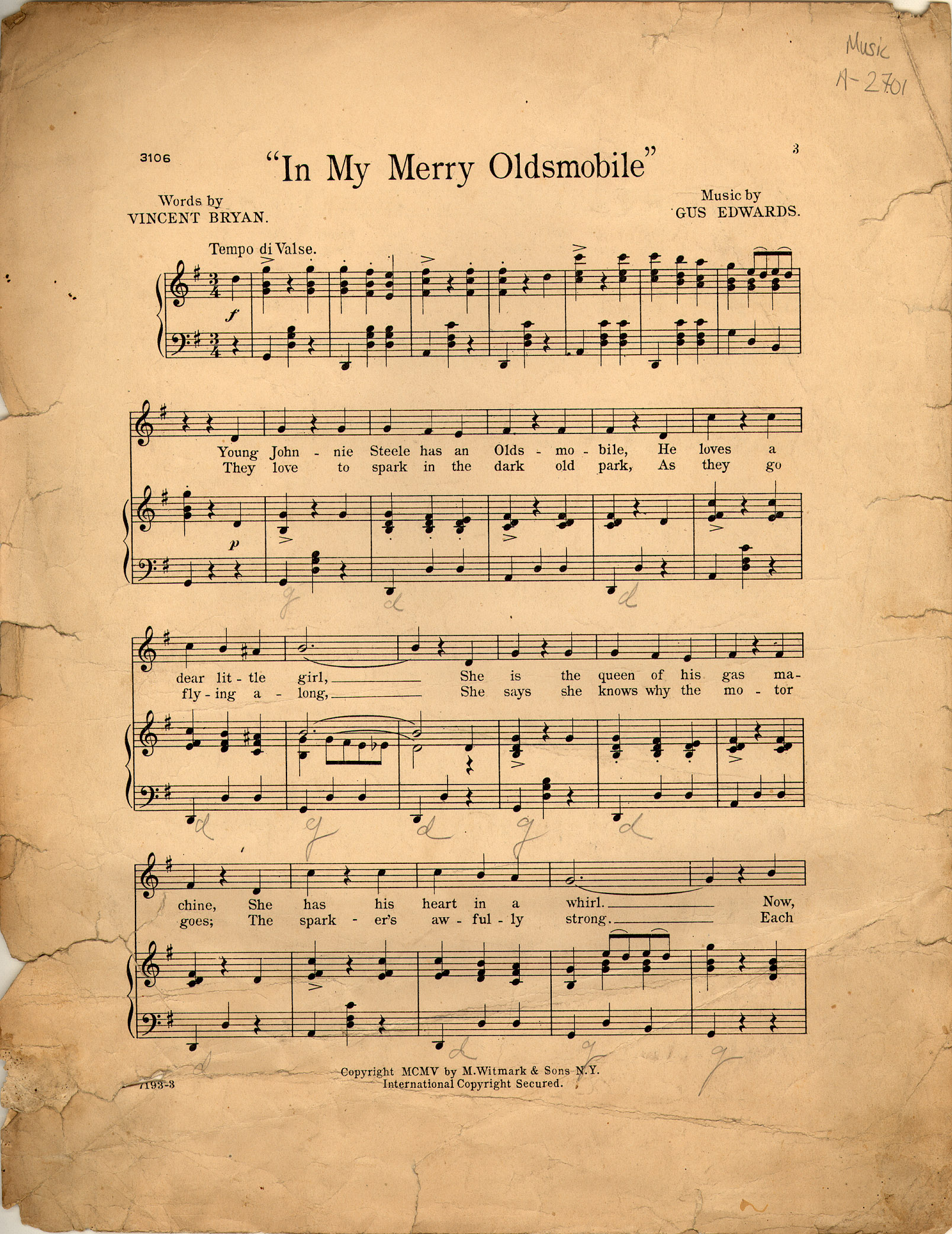
Erste Seite des Notenblatts von In My Merry Oldsmobile (1905)

In My Merry Oldsmobile  ist ein Popsong, den Gus Edwards (Musik) und Vincent P. Bryan (Text) verfassten und 1905 veröffentlichten. In My Merry Oldsmobile war der populärste Automobilsong seiner Zeit und gilt als Wegbereiter vieler späterer Lieder über das Automobil, wie etwa (Get Your Kicks On) Route 66 von Bobby Troup (1946).

## Hintergrund
Zu Werbezwecken fuhr Ransom Eli Olds, Inhaber der Automarke Oldsmobile, von April bis Juni 1905 mit zwei seiner Fahrzeuge zur Lewis & Clark Centennial Exposition in Seattle. Weil diese Fahrt sehr abenteuerlich verlief und die amerikanische Presse darüber berichtete, inspirierte diese Tour das Songwriter-Team Bryan/Edwards dazu, den Walzer In My Merry Oldsmobile zu schreiben. Der Song beginnt mit den Zeilen:
Young Johnny Steele has an Oldsmobile
He loves his dear little girl
She is the queen of his gas machine
She has his heart in a whirl.
Vincent Bryans Text hat zwar die Form eines Heiratsantrags (in dem Johnny seiner Braut verspricht, sie zur Kirche zu fahren, in der er sie heiraten würde); ist aber auch voller sexueller Andeutungen (Each day they "spoon" to the engine's tune, They love to "spark" in the dark old park und you can go as far as you like with me) und beschwört die Wünsche junger Menschen: die Freiheit des Autofahrens und die Befreiung der jungen Leute vor elterlicher Überwachung.
Down the road we'll fly
Automobubbling you and I.

## Erste Aufnahmen und spätere Coverversionen
Zu den Musikern, die als erste den Song coverten, gehörten Billy Murray (Victor 4467), Arthur Collins (Concert 7617) (circa 1907) und Henry Burr (1905, Columbia 91000). Das Jean Goldkette Orchestra spielte In My Merry Oldsmobile 1927 für Victor ein; die Schallplatte wurde im selben Jahr von General Motors auf der Detroit Auto Show verteilt. Bill Challis schrieb das Arrangement; Solist war Bix Beiderbecke. Der Song wurde auch in einem Werbecartoon der Fleischer Brothers von Oldsmobile (1931) verwendet. Die Zeile You can go as far as you like with me in my merry Oldsmobile wurde zu einem Werbeslogan des Unternehmens.
Der Diskograf Tom Lord listet im Bereich des Jazz insgesamt 16 (Stand 2015) Coverversionen, u. a. von Les Brown, Ray McKinley, Tex Beneke, Butch Stone/Van Alexander, Phil Napoleon, Gerald Wiggins und The Kings of Dixieland. Bing Crosby interpretierte den Song in dem Film The Star Maker (1939, Regie: Roy Del Ruth, Plattenaufnahme Decca 2700). Der Song fand auch Verwendung in einer Filmbiografie über Gus Edwards (1939).
In Großbritannien boykottierte die BBC 1962 das Lied mit der Begründung:
„Wir haben nichts gegen das Lied. Man solle jedoch berücksichtigen, wohin das führen kann. Demnächst haben wir dann ein Rolls-Royce-Konzert oder den Mini-Minor-Walzer.“